# هيرنان كتانيو
هيرنان كتانيو (Herman Cattánneo) (بالإسبانية: Hernán Cattáneo)‏ من مواليد 4 مارس 1965 . هو دي جي و منتج أسطوانات أرجنتيني مختص في موسيقى الهاوس .

## روابط خارجية
- هيرنان كتانيو على موقع ميوزك برينز (الإنجليزية)
- هيرنان كتانيو على موقع ديسكوغز (الإنجليزية)